# Friedrich Weigend-Abendroth
Friedrich Weigend-Abendroth (* 23. Juli 1921 in Teplitz-Schönau; † 13. Januar 1986 in Stuttgart) war ein deutscher Schriftsteller und Journalist.

## Leben
Nach der Promotion 1960 zum Dr. phil. bei August Maria Knoll an der Universität Wien war er von 1968 bis 1986 Chef des Feuilletons der Stuttgarter Zeitung, 1970 Leiter des Ressorts „Geisteswissenschaften“.

## Schriften (Auswahl)
- Max Adlers transzendentale Grundlegung des Sozialismus. Als Beitrag zur Methodenfrage des Marxismus verstanden. Wien 1959, OCLC 914909940.
- mit Bodo M. Baumunk und Thomas Brune: Keine Ruhe im Kyffhäuser. Das Nachleben der Staufer. Ein Lesebuch zur deutschen Geschichte. Steiner 1978, ISBN 3-8062-0192-7.
- Der Reichsverräter am Rhein. Carl von Dalberg und sein Widerspruch. Stuttgart 1980, ISBN 3-421-01980-0.
- Texte aus der Stuttgarter Zeitung 1968–1986. Stuttgart 1986, OCLC 74949315.